# Nakhon Ratchasima
Nakhon Ratchasima (นครราชสีมา), ofte benævnt med det kortere navn Khorat (โคราช) eller Korat, er en by i det nordøstlige Thailand med et indbyggertal 134.440 (2014). Byen er hovedstad i en provins af samme navn.

## Masseskyderi i 2020
Korat blev kendt i danske medier i forbindelse med et masseskyderi den 8. og 9. februar 2020, hvor en soldat skød og dræbte 29 personer (tallet kan blive højere, afhængig af de alvorligt såredes situation) og sårede flere end 50. Drabsmanden blev dræbt i ildkamp med politi og specialstyrker i et indkøbscenter om morgenen den 9. februar.